# Regne de Déu (cristianisme)
El Regne de Déu és un dels elements clau dels ensenyaments de Jesús al Nou Testament. A partir dels ensenyaments de l'Antic Testament, la caracterització cristiana de la relació entre Déu i la humanitat implica inherentment la noció de la reialesa de Déu. L'Antic Testament es refereix a "Déu, el jutge de tots" i la noció que tots els humans eventualment "ser jutjats" és un element essencial dels ensenyaments cristians. Basant-se en una sèrie de passatges del Nou Testament, el Credo de Nicea indica que la tasca del judici està assignada a Jesús.
El Nou Testament està escrit amb el teló de fons del judaisme del Segon Temple. La visió del regne desenvolupada durant aquest temps incloïa la restauració d'Israel a un Regne davídic i la intervenció de Déu en la història a través del Fill de l'home. L'arribada del regne de Déu va implicar que Déu finalment recuperés les regnes de la història, que havia deixat afluixar a mesura que els imperis pagans havien governat les nacions. La majoria de les fonts jueves imaginen una restauració d'Israel i una destrucció de les nacions o una reunió de les nacions per obeir a l'únic Déu veritable. Jesús es manté fermament en aquesta tradició. La seva associació de la seva pròpia persona i ministeri amb la "vinguda del regne" indica que percep que la gran intervenció de Déu en la història ha arribat i que ell és l'agent d'aquesta intervenció. Tanmateix, a la paràbola del gra de mostassa, Jesús sembla indicar que la seva pròpia visió sobre com arriba el regne de Déu difereix de les tradicions jueves del seu temps. Es creu comunament que aquesta paràbola de múltiples testimonis suggereix que el creixement del regne de Déu es caracteritza per un procés gradual més que per un esdeveniment, i que comença petit com una llavor i creix gradualment fins a convertir-se en un gran arbre fermament arrelat. El seu sofriment i la seva mort, però, semblen posar en dubte això (com es podria matar el rei designat per Déu?), però la seva resurrecció afirma la seva afirmació amb la prova definitiva que només Déu té poder de resurrecció sobre la mort. La reivindicació inclou la seva exaltació a la dreta de Déu que l'estableix com a "rei". Les prediccions de Jesús sobre el seu retorn deixen clar que el Regne de Déu encara no s'ha realitzat completament segons l'escatologia inaugurada, però mentrestant la bona nova que el perdó dels pecats està disponible a través del seu nom s'ha de proclamar a les nacions. Així comença la missió de l'Església i omple el temps entre l'arribada inicial del Regne i la seva consumació definitiva amb el Judici Final.
Les interpretacions cristianes o l'ús del terme "regne de Déu" fan servir regularment aquest marc històric i sovint són coherents amb l'esperança jueva d'un Messies, la persona i el ministeri de Jesucrist, la seva mort i resurrecció, el seu retorn, i l'ascens de l'Església en la història. Una qüestió característica del tema central de la majoria de les interpretacions és si el "regne de Déu" ha estat instituït a causa de l'aparició de Jesucrist o si encara s'ha d'instituir; si aquest regne és present, futur o és omnipresent alhora en l'existència present i futura.
El terme "regne de Déu" s'ha utilitzat per significar estil de vida cristià, mètode d'evangelització mundial, redescobriment de dons carismàtics i moltes altres coses. Altres no ho relacionen amb la nostra situació terrestre present o futura, sinó amb el món futur. La interpretació de la frase es basa sovint en les inclinacions teològiques de l'erudit-intèrpret. Una sèrie d'interpretacions teològiques del terme Regne de Déu han aparegut així en el seu context escatològic, per exemple, escatologies apocalíptiques, realitzades o inaugurades, però no ha sorgit cap consens entre els estudiosos.